# Iztok Sitar
Iztok Sitar, slovenski ilustrator, stripar in karikaturist, * 27. november 1962, Ljubljana.
Izdal je več kot 15 stripovskih albumov in ilustriral več kot 100 knjig in učbenikov. Med drugim je v devetdesetih letih 20. stoletja objavljal karikature v časopisu Slovenec, kar 10 let je v časopisu Dnevnik objavljal stripovsko serijo Bučmanovi. Ob osemdesetletnici prvega slovenskega stripa leta 2007 je izdal knjigo Zgodovina slovenskega stripa 1927–2007. Objavlja tudi pod psevdonimom "Ninel". Za Dnevnik Ane Tank je leta 2008 dobil zlato hruško za najboljšo mladinsko književnost in 2013 nagrado Najbolji strani stripovi 2012/2013. godine (11. Salon stripa, Beograd). Leta 2012 je na mednarodnem Festivalu knjižne ilustracije v Novem Sadu prejel nagrado za najboljšo ilustracijo proznega dela (Dorota Masłowska - Poljsko-ruska vojna pod belo-rdečo zastavo, Modrijan, 2011).
Živi in ustvarja v Poljanah nad Škofjo Loko.

## Stripografija
- Kdo je ubil risarja stripov (revija Mentor, 1984)
- Sperma in kri (samozaložba, 1990)
- Bučmanovi (serializirano) (Dnevnik, 1992-2002)
- Jaka Pokora (serializirano) (Gorenjski Glas, 1993-)
- To je torej ljubezen (Bučmanovi) (samozaložba, 1996)
- Zakoni ljubezni (Bučmanovi 2) (samozaložba, 1997)
- Čar fieške obale (Bučmanovi 3) (samozaložba, 1998)
- Ženska, ki se ljubi z mačkom (samozaložba, 1998)
- Večerja pri Agati (Bučmanovi 4) (samozaložba, 1999)
- Črni možje, bele kosti : meditativne zgodbe (samozaložba, 1999)
- Matilda (samozaložba, 1999)
- 4000 : politična melodrama (samozaložba, 2001) (Štiri tisoč : politična melodrama)
- Βαβέλ, kratka zgodba iz albuma Črni možje, bele kosti (v grškem jeziku)
- Blue (Anno XII N.133), kratka zgodba: Un sabato sera diverso del solito (v italijanskem jeziku) (Coniglio Editore, Rim, 2002)
- Zgodba o Bogu : neavtorizirana biografija (samozaložba, 2004)
- Glave (samozaložba, 2006)
- Strip Bumerang 2, kratka zgodba: O narkomanki, ki ni imela sfukanih zob (Risar, 2007)
- Strip Bumerang 6, kratka zgodba: Tisa (Risar, 2007)
- Temna stran mavrice : strip o odraščanju (ZZV, 2007) z Iztokom Lovrićem
- Dnevnik Ane Tank : ljubezenska zgodba z okusom heroina (UMco, 2008, Zbirka Dos Peso)
- Deveta soba, strip Smešna ljubezen v antologiji stripov po poeziji in prozi Vinka Möderndorferja (Forum, 2008)
- Slovenski klasiki, scenarij ali risba za osem različnih zgodb (Forum, Mladina, 2009, 2011, 2016)
- Striporeki : pregovori in reki v sliki (Modrijan, 2010) (slikanica)
- Dnevnik Ane Tank (Omnibus, Beograd, 2012) (v srbskem jeziku)
- Strip Bumerang 65, kratka zgodba: Jesenska sonata (Risar, 2013)
- Čudaki ljubijo drugače : ljubezenske zgodbe iz Poljanske doline (UMco, 2014, Zbirka Dos Peso)
- The Diary of Anna Tank (Modesty stripovi, Beograd 2015) (v angleškem jeziku, e-knjiga)
- Dnevnik Ane Tank (Modesty stripovi, Beograd 2015) (v srbskem jeziku, e-knjiga)
- Bosona #2, zgodba: Cvijeće u jesen (iz albuma Čudaki ljubijo drugače ) (Više od stripa, Sarajevo, 2015) (v bosanskem jeziku)
- Bosona #3, zgodba: Djevojka iz Trsta (iz albuma Čudaki ljubijo drugače ) (Više od stripa, Sarajevo, 2016) (v bosanskem jeziku)
- Strip revija Večernjeg lista #34, zgodba: Malvazija i brancin, samo scenarij, risba: Bernard Köllé(Stripforum in Večernji list, 2016) (Malvazija in brancin, v hrvaškem jeziku)
- Strip revija Večernjeg lista #37, zgodba: Ženska koja je voljela čistoću, samo scenarij, risba: Bernard Köllé (Stripforum in Večernji list, 2016) (Ženska, ki je imela rada red, v hrvaškem jeziku)
- Bosona #4, zgodba: Dnevnik (iz albuma Čudaki ljubijo drugače ) (Više od stripa, Sarajevo, 2016) (v bosanskem jeziku)
- Bosona #5, zgodba: Parada (iz albuma Čudaki ljubijo drugače ) (Više od stripa, Sarajevo, 2017) (v bosanskem jeziku)
- Malvazija in brancin, samo scenarij, risba: Bernard Kolle (serializirano) (Mladina, 2017)
- Strip Bumerang 72/73, kratka zgodba: Mož, ki je brusil nože (Risar, 2017)
- Bosona #6, kratka zgodba: Čovek koji je oštrio noževe (Više od stripa, Sarajevo, 2017) (Mož, ki je brusil nože v bosanskem jeziku)
- Pegi in prijatelji, (Striparna Oblaček, 2017) (serija spletnih pasičnih stripov)
- Bosona #8, kratka zgodba: Priča o piću i ljubavi (Više od stripa, Sarajevo, 2019)
- Bosona #9, kratka zgodba: O narkomanki koja nije imala sjebane zube (Više od stripa, Sarajevo, 2019) (O narkomanki, ki ni imela sfukanih zob, v bosanskem jeziku)
- Partizan, scenarij: Darko Nikolovski (LARSO, Matea Nikolovski s.p., 2019)
- Bosona #10, Partizan (Više od stripa, Sarajevo, 2021) (Partizan, v bosanskem jeziku)
- "Dekliške oči ali O tem se ne govori", (Buča, Ljubljana, 2024) (COBISS)